# Konvention om vägmärken och signaler

Undertecknat Ratificerat
Södra Afrikas standard Centralamerikas standard

Konvention om vägmärken och signaler, Convention on Road Signs and Signals, är utgiven av UNECE, FN:s ekonomiska kommission för Europa, i Wien den 8 november 1968. Konventionen trädde i kraft 21 maj 1977 och efterträdde en tidigare konvention från 19 september 1949.
Överenskommelsen beskriver hur vägmärken, trafiksignaler och vägmarkeringar ska vara utformade för att passa en internationell standard. Tanken är att underlätta internationell trafik genom att göra dem så lika som möjligt mellan olika länder.
I huvudsak är det länder i Europa som så långt som möjligt utgår från konventionen. Ett antal länder i Europas närhet som till exempel Nordafrika eller Mellanöstern utgår också många gånger från konventionen, ibland dock med vissa mindre avvikelser. Men principen gäller att ju längre bort från Europa landet ligger desto mer avviker också standarden från den konventionen satt ut. Länder som USA och Kanada deltar inte ens i konventionen och följer en helt egen standard som många gånger kan ha stora avvikelser från konventionens standard.
Man har, för att få acceptans för konventionen, infört kompromisser med varianter. Bland annat tillåts både triangulära varningsmärken (såsom i Europa och Afrika m.fl. länder, inte Irland) och ruter-formade varningsmärken (såsom i Nord/Sydamerika, Japan, Irland, Australien m.fl. länder). En annan princip som inte är intuitiv men kommer från en del länders regler är att ren ortnamnskylt i sig kan markera tätbebyggt område med särskilda regler, såsom lägre hastighetsgräns.

## Deltagande stater
- Albanien
- Armenien
- Azerbajdzjan
- Bahrain
- Belgien
- Bosnien och Hercegovina
- Bulgarien
- Centralafrikanska republiken
- Chile
- Cypern
- Danmark
- Elfenbenskusten
- Estland
- Filippinerna
- Finland
- Frankrike
- Förenade arabemiraten
- Georgien
- Grekland
- Guyana
- Indien
- Irak
- Iran
- Italien
- Kazakstan
- Kirgizistan
- Kongo-Kinshasa
- Kroatien
- Kuba
- Kuwait
- Lettland
- Liberia
- Liechtenstein
- Litauen
- Luxemburg
- Marocko
- Moldavien
- Mongoliet
- Montenegro
- Myanmar
- Nederländerna
- Nigeria
- Nordmakedonien
- Norge
- Pakistan
- Polen
- Portugal
- Rumänien
- Ryssland
- San Marino
- Schweiz
- Senegal
- Serbien
- Seychellerna
- Slovakien
- Slovenien
- Sverige
- Tadzjikistan
- Tjeckien
- Tunisien
- Turkmenistan
- Tyskland
- Ukraina
- Ungern
- Uzbekistan
- Vietnam
- Vitryssland
- Österrike

## Stater som har undertecknat men inte ratificerat konventionen
- Brasilien
- Costa Rica
- Ecuador
- Ghana
- Indonesien
- Mexiko
- Spanien
- Storbritannien
- Sydkorea
- Thailand
- Vatikanstaten
- Venezuela